# Senran Kagura: New Wave
Senran Kagura: New Wave (閃乱カグラ NewWave?) è un videogioco strategico a turni del franchise Senran Kagura. Si tratta di un'app distribuita su GREE e Mobage DeNa per i sistemi operativi iOS e Android tramite i relativi store. Il gioco è collegabile ai propri account presenti sui maggiori social network. L'app fu pubblicata il 28 novembre 2012 solamente in Giappone.
Si tratta di un gioco di carte raffiguranti le shinobi della serie Senran Kagura. Nel gioco vengono presentati decine di nuove shinobi, appartenenti a scuole e team differenti. Lo scopo del gioco consiste nel collezionare carte e nella creazione di un mazzo. Il giocatore ha la possibilità di mettere fino a 5 carte nel suo mazzo, la cui potenza complessiva aumenta a livello più alti completando missioni, combattendo con gli altri giocatori, aggiungendo altre persone al proprio elenco di amici e unendosi ad una squadra.
Ogni carta ha un livello di rarità e più alto la carta sarà rara più sarà potente e difficile da ottenere. I livelli di rarità delle carte sono divisi in cinque categorie: Normale, Rara, Super Rara, Ultra Rara e Rara Leggendaria.
Le carte possono essere di colore rosso, blu o giallo. Le carte di colore rosso sono indicate come carte Yang (luce) e si basano soprattutto sulla difesa, le carte blu sono indicate come carte Yin (oscurità) e si basano soprattutto sull'attacco, ed infine le carte di colore giallo che sono indicate come carte Sen (Flash) e presentano una combinazione di entrambe le caratteristiche.
Il 14 febbraio 2014 è stato distribuito un aggiornamento, Senran Kagura NewWave G Burst, che ha aggiunto dieci nuovi personaggi.

## Artbook
Dal gioco sono stati tratti tre artbook in formato A4.
- (JA)  Senran Kagura NewWave Official Visual Collection (閃乱カグラ NewWave 公式ビジュアルコレクション), ASCII Media Works, 2013, pp. 191. ISBN 9784048661249.
- (JA)  Senran Kagura NewWave G Burst Official Visual Collection vol. 1 (閃乱カグラ NewWave Gバースト 公式ビジュアルコレクション VOL.1), Kadokawa, 2017, pp. 416. ISBN 9784048932608.
- (JA)  Senran Kagura NewWave G Burst Official Visual Collection vol. 2 (閃乱カグラ NewWave Gバースト 公式ビジュアルコレクション VOL.2), Kadokawa, 2017, pp. 416. ISBN 9784048933902.